# Physalaemus henselii
Physalaemus henselii är en groddjursart som först beskrevs av Peters 1872.  Physalaemus henselii ingår i släktet Physalaemus och familjen Leiuperidae. IUCN kategoriserar arten globalt som livskraftig. Inga underarter finns listade i Catalogue of Life.